# Can Demirtas
Can Demirtas, född 10 juni 1986 i Spånga församling, är en svensk skådespelare och författare. Han var med i långfilmen Knäcka 2009 och dramat Res dig inte 2010. Demirtas slog igenom med långfilmen Måste gitt 2017 där han spelade huvudrollen Metin. Filmen började spelas in 2015 i Jordbro, Stockholm. Den skrevs av Demirtas tillsammans med Ivica Zubak. Ivica regisserade också och producent var Abbe Hassan på Indian Summer Film. Demirtas var sedan med i tv-serien Andra åket 2018-2019. 2020 kom en fortsättning på Måste Gitt form av en TV-serie med samma namn på Sveriges Television.  